# RapidMiner
O RapidMiner é uma plataforma de software de ciência de dados desenvolvida pela empresa de mesmo nome que fornece um ambiente integrado para preparação de dados, aprendizado de máquina, aprendizado profundo, mineração de texto e análise preditiva. Ele é usado para aplicativos comerciais e comerciais, bem como para pesquisa, educação, treinamento, prototipagem rápida e desenvolvimento de aplicativos e suporta todas as etapas do processo de aprendizado de máquina, incluindo preparação de dados, visualização de resultados, validação e otimização de modelos. O RapidMiner é desenvolvido em um modelo de núcleo aberto. O RapidMiner Studio Free Edition, que é limitado a 1 processador lógico e 10.000 linhas de dados, está disponível sob a licença AGPL . O preço comercial começa em US $ 5.000 e está disponível pelo desenvolvedor. 

## História
O RapidMiner, anteriormente conhecido como YALE (Yet Another Learning Environment), foi desenvolvido a partir de 2001 por Ralf Klinkenberg, Ingo Mierswa e Simon Fischer na Unidade de Inteligência Artificial da Universidade Técnica de Dortmund . A partir de 2006, seu desenvolvimento foi impulsionado pela Rapid-I, empresa fundada por Ingo Mierswa e Ralf Klinkenberg no mesmo ano. Em 2007, o nome do software foi alterado de YALE para RapidMiner. Em 2013, a empresa foi renomeada de Rapid-I para RapidMiner.

## Descrição
O RapidMiner usa um modelo cliente / servidor com o servidor oferecido no local ou em infraestruturas de nuvem pública ou privada. 
De acordo com a Bloor Research, a RapidMiner fornece 99% de uma solução analítica avançada por meio de estruturas baseadas em modelos que aceleram a entrega e reduzem os erros quase eliminando a necessidade de escrever código. O RapidMiner fornece procedimentos de mineração de dados e aprendizado de máquina, incluindo: carregamento e transformação de dados (extrair, transformar, carregar (ETL, na sigla em inglês)), pré-processamento e visualização de dados, análise preditiva e modelagem estatística, avaliação e implantação. O RapidMiner é escrito na linguagem de programação Java. O RapidMiner fornece uma GUI para projetar e executar fluxos de trabalho analíticos. Esses fluxos de trabalho são chamados de "Processos" no RapidMiner e consistem em vários "Operadores". Cada operador executa uma única tarefa dentro do processo e a saída de cada operador forma a entrada do próximo. Como alternativa, o mecanismo pode ser chamado de outros programas ou usado como uma API. Funções individuais podem ser chamadas a partir da linha de comando. O RapidMiner fornece esquemas de aprendizado, modelos e algoritmos e pode ser estendido usando scripts R e Python.
A funcionalidade do RapidMiner pode ser estendida com plugins adicionais que são disponibilizados via RapidMiner Marketplace. O RapidMiner Marketplace fornece uma plataforma para os desenvolvedores criarem algoritmos de análise de dados e publicá-los para a comunidade. 

## Produtos[9]
- RapidMiner Studio
- RapidMiner Auto Model
- RapidMiner Turbo Prep
- RapidMiner Server
- RapidMiner Radoop

## Adoção
Em 2019, a Gartner colocou a RapidMiner no quadrante líder de seu Quadrante Mágico para plataformas de Data Science e Machine Learning pelo sexto ano consecutivo  . O relatório observou que o RapidMiner fornece recursos de modelagem amplos e abrangentes para o desenvolvimento automatizado de modelos de ponta a ponta. Na pesquisa anual de software de 2018, os leitores do KDnuggets votaram no RapidMiner como um dos softwares de análise de dados mais populares, com os entrevistados citando o pacote de software como a ferramenta que eles usam. O RapidMiner recebeu milhões de downloads totais e tem mais de 400.000 usuários, incluindo BMW, Intel, Cisco, GE e Samsung como clientes pagantes. A RapidMiner afirma ser a líder de mercado no software para plataformas de ciência de dados contra concorrentes como a SAS e a IBM.

## Desenvolvedor
Cerca de 50 desenvolvedores em todo o mundo participam do desenvolvimento do RapidMiner de código aberto, com a maioria dos colaboradores sendo funcionários da RapidMiner. A empresa que desenvolve o RapidMiner recebeu um financiamento da Série C de US $ 16 milhões com a participação das empresas de capital de risco Nokia Growth Partners, da Ascent Venture Partners, da Longworth Venture Partners, da Earlybird Venture Capital e da OpenOcean. O parceiro do OpenOcean Michael "Monty" Widenius é um dos fundadores do MySQL. 